# Nanodisque
 (juillet 2025).

Représentation d'un nanodisque MSP. Les différentes hélices alpha encerclent les lipides.

Un nanodisque est un système modèle lipidique synthétique qui aide à l'étude des protéines membranaires, lesquelles sont généralement insolubles. Les nanodisques sont des petites particules (dimension 1-50 nanomètre) discoïdales dans lesquelles une bicouche lipidique est entourée de molécules amphiphiles qui permettent à ces lipides d'être solubles et à ne pas former de micelles ou de liposomes. Ces molécules amphipathiques sont généralement soit des protéines, soit des peptides ou encore des polymères synthétiques. Pour les nanodisques MSP, la protéine d'échafaudage membranaire (MSP pour Membrane Scaffold Protein) est une protéine amphiphile qui s’organise en hélices alpha. Elle interagit avec la partie hydrophobe des lipides de la bicouche lipidique, les enveloppant en formant généralement  une double ceinture constituée de deux molécules de MSP,,. Les nanodisques sont structurellement très similaires aux lipoprotéines de haute densité discoïdales (HDL) et les MSP sont des versions modifiées de l'apolipoprotéine A1 (apoA1), le principal constituant des HDL. Les nanodisques sont utiles dans l'étude des protéines membranaires car ils peuvent solubiliser et stabiliser les protéines membranaires et représentent un environnement plus naturel que les liposomes, les micelles de détergents, les bicelles ou les amphipoles.
Le processus de fabrication des nanodisques a beaucoup progressé, bien au-delà de l'utilisation exclusive de MSP, conduisant à des stratégies alternatives comme les nanodisques peptidiques qui utilisent des peptides ou les nanodisques à polymères synthétiques qui n'ont besoin d'aucune protéine pour leur stabilisation.

## Nanodisque MSP
Les premiers nanodisques ont été produits avec des MSP dérivées de l'apoA1 en 2002. La taille et la stabilité de ces nanodisques dépendent de la taille de ces protéines, qui peut être ajustée par clivage ou fusion de plusieurs parties de MSP. En général, les protéines MSP1 sont constituées d'une seule répétition, tandis que les MSP2 sont deux fois plus grandes,. Il existe plus d'une dizaine de variantes permettant d'adapter la taille du nanodisques à la taille de la protéine membranaire.

## Nanodisque peptidique
Dans les nanodisques peptidiques, la bicouche lipidique est entourée par des peptides amphipathiques au lieu de deux protéines MSP. Les nanodisques peptidiques sont structurellement similaires aux nanodisques MSP et les peptides s'alignent généralement en double ceinture, mais pas toujours. Ils peuvent stabiliser les protéines membranaires, mais sont généralement plus hétérogènes en terme de taille et sont structurellement moins stables que les nanodisques MSP. Des études récentes ont cependant démontré que la dimérisation et la polymérisation des peptides les rendent plus stables.
Ces peptides qui agissent avec des propriétés proches des détergents sont aussi appelés peptergents. 

## Nanodisque synthétique et/ou natif
Une autre manière de stabiliser les nanodisques est d'utiliser des copolymères synthétiques tels que les polymères formés par un mélange de styrène et d'acide maléique (SMA), et ceux utilisant l'acide diisobutylène-maléique (DIBMA) qui forment des nanodisques respectivement appelés SMALP (ou lipodisques) et DIBMALP. Leur avantage est qu'ils peuvent solubiliser les protéines membranaires directement à partir de cellules ou de la membrane lipidique cible sans l'utilisation de détergent, contrairement aux nanodisques cités plus haut. Ils ont également été utilisés pour étudier la composition lipidique de plusieurs organismes,,. Il a été découvert que tous les polymères synthétiques contenant un groupe styrène et acide maléique peuvent solubiliser les protéines membranaires qui sont ancrées dans la membrane lipidique. Les nanodisques à SMA (lipodisques) ont également été testés comme possible vecteur d'administration de médicaments anti-cancéreux (doxorubicine) et pour l'étude du repliement, des modifications post-traductionnelles et des interactions lipidiques des protéines membranaires par spectrométrie de masse native. Ils sont désormais couramment utilisés pour comprendre les structures des protéines membranaires, en utilisant la cryo-EM, telles que les toxines formant des pores d'aérolysine (résolution de 2.1 Å), où une densité lipidique a été modélisée  avec des intaractions clés et pertinentes pour la compréhension du mécanisme de formation des pores, leur positionnement et leur ancrage correct dans la membrane.